# Felix Stridsberg-Usterud
Felix Stridsberg-Usterud (* 3. November 1994 in Bærum-Viken) ist ein ehemaliger norwegischer Freestyle-Skifahrer. Er startete in den Disziplinen Slopestyle und Big Air.

## Werdegang
Stridsberg-Usterud nimmt seit 2012 an Wettbewerben der AFP World Tour teil. Dabei holte er in der Saison 2012/13 vier Siege bei der Norwegian Open Tour. Sein erstes Weltcuprennen absolvierte er im Februar 2013 in Silvaplana, welches er auf dem 99. Platz beendete. Einen Monat später erreichte er mit dem dritten Platz in Sierra Nevada seine erste Weltcuppodestplatzierung. Bei den Juniorenweltmeisterschaften 2013 in Chiesa in Valmalenco gewann er die Goldmedaille. In der Saison 2014/15 holte er in Silvaplana seinen ersten Weltcupsieg und gewann damit auch den Slopestyle-Weltcup. Bei den Freestyle-Skiing-Weltmeisterschaften 2015 am Kreischberg kam er auf den 17. Platz. Im April 2015 wurde er norwegischer Meister im Slopestyle. Im folgenden Jahr wurde er Meister in der Halfpipe und Dritter im Big Air. Bei den X-Games Oslo 2016 wurde er Siebter im Big Air. In der Saison 2016/17 belegte er bei den Winter-X-Games 2017 in Aspen den 15. Platz im Slopestyle und bei den X-Games Norway 2017 in Hafjell den siebten Rang im Big Air. Im März 2017 errang er beim Weltcup in Voss den dritten Platz im Big Air und bei den Freestyle-Skiing-Weltmeisterschaften in Sierra Nevada den 40. Platz im Slopestyle.